# Euphorbia kerneri
Euphorbia kerneri är en törelväxtart som beskrevs av Rupert Huter och Anton Joseph Kerner. Euphorbia kerneri ingår i släktet törlar, och familjen törelväxter. Inga underarter finns listade i Catalogue of Life.